# Frank Langella
Frank Langella (Bayonne, Nova Jersey, Estats Units, 1er de gener de 1938) és un actor estatunidenc de llarga carrera, puix que es va estrenar en el cinema el 1970. És recordat pel seu paper de Dràcula al teatre i cinema (1977-78) i perquè va encarnar el president Richard Nixon igualment dues vegades, en teatre i en un film reeixit (2008), gràcies al qual fou candidat a un Oscar. Ha guanyat dos Premis Tony, de les quatre seleccions que ha tingut.

## Carrera
Després d'estudiar art dramàtic en la Universitat de Siracusa, es va unir a la Companyia de Repertori del Lincoln Center. El seu debut amb aquest grup va ser el 1968, en una obra al costat d'Anne Bancroft on encarnava un jove Shakespeare. Posteriorment rodaria una pel·lícula amb l'espòs de Bancroft, Mel Brooks. La següent dècada estaria molt als escenaris, amb peces com The Old Glory, Good Day i The White Devil.
El seu debut als escenaris de Broadway va ser amb Seascape, d'Edward Albee, autor guanyador del Pulitzer, i no va poder ser millor: Langella va aconseguir un Premi Tony, i el 1978 seria nomenat a un altre Tony pel seu paper en un muntatge teatral de Dràcula. Va repetir aquest personatge en el cinema l'any següent, en una versió dirigida per John Badham que el va fer famós. Guanyaria el seu segon premi Tony el 2002, per l'obra teatral Fortune's Fool.
L'èxit de la pel·lícula Dràcula (1979), amb Laurence Olivier com a coprotagonista, va obrir a Langella les portes del cinema de Hollywood, si bé va rebre majoritàriament papers de personatge «dolent» o problemàtic en pel·lícules comercials, com el de Skeletor en una adaptació dels Masters of the Universe. Va alternar el cinema amb el teatre i la televisió, i així va participar en tres episodis de Star Trek  i va encarnar a Sherlock Holmes, primer en una pel·lícula pel canal HBO i després en un muntatge teatral.
Després d'alguns treballs menors com el seu paper a And God Created Woman de Roger Vadim, amb Rebecca De Mornay (nova versió de l'èxit de Brigitte Bardot), va participar en 1492: Conquest of Paradise, superproducció històrica sobre el descobriment d'Amèrica dirigida per Ridley Scott. Va rodar la comèdia Eddie (1996) amb Whoopi Goldberg, amb qui va iniciar un festeig, i va tenir un paper en el fallit «'thriller» eròtic Body of Evidence que va protagonitzar Madonna. Millors crítiques van tenir feines posteriors seves com Lolita (nova adaptació, el 1997, de la novel·la de Nabokov dirigida per Adrian Lyne) i La novena porta de Roman Polanski.
Convertit en un «secundari de luxe», va participar a Superman Returns de Bryan Singer (encarnava l'editor del Daily Planet) i a Good Night, and Good Luck de George Clooney. La seva consagració com a actor de prestigi es va produir quan va encarnar el president Richard Nixon a Frost/Nixon, primer en la seva versió teatral a Londres i Nova York, i posteriorment en la seva adaptació al cinema (2008), i pel seu treball en aquesta última va ser nominat a l'Oscar per aquest treball.
Entre les seves últimes pel·lícules es compta The Box, protagonitzada per Cameron Diaz, i Unknown, dirigida pel català Jaume Collet-Serra.

## Vida privada
Langella va contreure matrimoni amb Ruth Weil el 1977; la parella va tenir dos fills i va divorciar el 1996. Posteriorment l'actor va tenir una relació de diversos anys (1996-2001) amb la popular actriu Whoopi Goldberg, que havia coneguda en el filmatge del film Eddie.

## Filmografia
- 1970: Diary of a Mad Housewife: George Prager
- 1970: The Twelve Chairs: Ostap Bender
- 1971: La casa sota els arbres (La Maison sous les arbres): Philippe
- 1972: The Wrath of God: De La Plata
- 1974: The Mark of Zorro (TV): Don Diego / Zorro
- 1975: The Seagull (TV): Konstantin Treplev
- 1976: The American Woman: Portraits of Courage (TV): John Adams
- 1976: Eccentricities of a Nightingale (TV): John Buchanan
- 1977: The Prince of Homburg (TV)
- 1979: Dracula: Comte Dracula
- 1980: Those Lips, Those Eyes: Harry Crystal
- 1981: Sphinx: Akmed Khazzan
- 1981: Sherlock Holmes (TV): Sherlock Holmes
- 1983: I, Leonardo: A Journey of the Mind (TV): Leonardo
- 1986: Liberty (TV): Frederic Auguste Bartholdi
- 1986: Secrets indiscrets (The Men's Club): Harold Canterbury, Senior Partner Law Firm
- 1987: Masters of the Universe: Skeletor
- 1988: And God Created Woman: James Tiernan
- 1990: The Magic Balloon
- 1991: Monkey House (TV): Dr. Frankel
- 1991: True Identity: Leland Carver
- 1992: 1492: Conquest of Paradise: Santangel
- 1993: El cos del delicte (Body of Evidence): Jeffrey Roston
- 1993: Dave, president per un dia (Dave): Bob Alexander
- 1994: Joc mortal (Brainscan): Detectiu Hayden
- 1994: Doomsday Gun (TV): Dr. Gerald Bull
- 1994: Junior: Noah Banes
- 1995: Males companyies (Bad Company): Vic Grimes
- 1995: L'illa dels caps tallats (Cutthroat Island): Dawg Brown
- 1996: Moses (TV): Memefta
- 1996: Eddie: Wild Bill Burgess
- 1997: Lolita: Clare Quilty
- 1998: Alegría: Fleur
- 1998: Small Soldiers: Archer (veu)
- 1998: I'm Losing You: Perry Needham Krohn
- 1999: Kilroy (TV): Goddard Fulton
- 1999: La novena porta (The Ninth Gate): Boris Balkan
- 2000: Dark Summer: Robert Denright
- 2000: Jason and the Argonauts (TV): Aertes
- 2000: Stardom: Blaine de Castillon
- 2000: Cry Baby Lane (TV): Mr. Bennett
- 2001: Novembre dolç (Sweet November): Edgar Price
- 2001: The Beast (sèrie TV): Jackson Burns
- 2003: 111 Gramercy Park (TV)
- 2004: House of D: Reverend Duncan
- 2004: The Novice: Father Tew
- 2004: Breaking the Fifth: Godfrey Winters
- 2005: How You Look to Me: Professor Driskoll
- 2005: Back in the Day (vídeo): Tinent Bill Hudson
- 2005: Return to Rajapur: Ned Bears
- 2005: Unscripted (sèrie TV): Goddard Fulton
- 2005: Now You See It... (TV): Max
- 2005: Bona nit i bona sort (Good Night, and Good Luck): William Paley
- 2006: The Water Is Wide (TV): Superintendent
- 2006: 10.5: Apocalypse (TV): Dr. Hill
- 2006: Superman: El retorn (Superman Returns): Perry White
- 2008: Frost/Nixon: Richard Nixon
- 2008: El valent Despereaux (The Tale of Despereaux): Major
- 2009: The Box: Arlington Steward
- 2010: Wall Street: Money Never Sleeps
- 2010: Tot coses bones (All Good Things): Sanford Marks
- 2011: Sense identitat (Unknown): Professor Rodney Cole, dir. Jaume Collet-Serra
- 2012: Un amic per a en Frank (Robot & Frank): Frank
- 2012: The Time Being: Warner Dax
- 2013: Muhammad Ali's Greatest Fight: Warren Burger
- 2014: Parts Per Billion: Andy
- 2014: Draft Day: Anthony Molina
- 2014: 5 to 7: Sam
- 2014: Grace de Mònaco (Grace of Monaco): Pare Francis Tucker
- 2016: Capità fantàstic (Captain Fantastic): Jack

## Premis i seleccions a premis

### Seleccions
- 1971. Globus d'Or a la nova promesa masculina per Diary of a Mad Housewife
- 1983. Primetime Emmy al millor programa informatiu per I, Leonardo: A Journey of the Mind
- 2009. Oscar al millor actor per Frost/Nixon
- 2009. Globus d'Or al millor actor dramàtic per Frost/Nixon
- 2009. BAFTA al millor actor per Frost/Nixon